# Elvira Orphée
Elvira Orphée (San Miguel de Tucumán, 29 de mayo de 1922-Buenos Aires, 26 de abril de 2018) fue una escritora argentina. Considerada una de las autoras más singulares de la literatura argentina, publicó siete novelas y tres libros de cuentos. En 1989, obtuvo la Beca Guggenheim. Su obra, acerca de personajes desclasados en ambientes suburbanos y precarios del interior de la Argentina y de una impronta poética, fue reeinvidicada por escritores como Leopoldo Brizuela y María Teresa Andruetto, y reeditada a partir del siglo XIX.

## Biografía
Elvira Orphée nació el 29 de mayo del año 1922 en la ciudad de San Miguel de Tucumán, Argentina. En 1939, se radicó en la ciudad de Buenos Aires, donde estudió la carrera de Letras y trabó amistad con las escritoras Alejandra Pizarnik, Leda Valladares y Olga Orozco. En esa ciudad, conoció al pintor y diplomático Miguel Ocampo, con quien se casó y tuvo tres hijas: Laura, Palma y Flaminia Ocampo.
En los década de 1950, después de que su esposo fue designado embajador diplomático en Roma, se radicó en esa ciudad, donde conoció a los escritores Alberto Moravia, Elsa Morante e Italo Calvino. En 1956, publicó su primera novela, Dos veranos.
En los años 60, publicó las novelas Uno (1961), Aire tan dulce (1966) y En el fondo (1969). En 1967, Aire tan dulce obtuvo el Segundo Premio de la Municipalidad de Buenos Aires y, en el año de su publicación, En el fondo obtuvo el Primer Premio de Novela de la Municipalidad de Buenos Aires.
En los 70, se radicó en París, donde fue consejera editorial de literatura latinoamericana del sello Gallimard y editó a autores como Juan Rulfo, Felisberto Hernández y Clarice Lispector. En 1973, publicó su primer libro de cuentos, Su demonio preferido. En 1977, publicó su quinta novela, La penúltima conquista de El Ángel.
En la década de 1980, publicó el libro de cuentos Las viejas fantasiosas (1981) y la novela La muerte y los desencuentros (1989). En 1989, obtuvo la Beca Guggenheim. En la década de los 90, publicó el libro Ciego del cielo (1991), de cuentos, y la novela Basura y luna (1996). En 1996, recibió la Beca Civitella Rainieri.
En agosto del 2009, la editorial Bajo la Luna reeditó Aire tan dulce. En 2013, el sello Eduvim realizó lo mismo con Dos veranos para su colección de Narradoras Argentinas, codirigida por la escritora argentina María Teresa Andruetto.
Orphée falleció el 26 de abril del año 2018 en la ciudad de Buenos Aires, a los 95 años de edad.

## Obra

### Novela
- Dos veranos (1956, Sudamericana)
- Uno (1961, Fabril)
- Aire tan dulce (1966, Sudamericana)
- En el fondo (1969, Emecé)
- La última conquista de El Ángel (1977, Monte Ávila)
- La muerte y los desencuentros (1989, Emecé)
- Basura y luna (1996, Planeta)

### Cuento
- Su demonio preferido (1973, Emecé)
- Las viejas fantasiosas (1981, Emecé)
- Ciego del cielo (1991, Emecé)

## Premios y becas
- 1967: Segundo Premio de la Municipalidad de Buenos Aires por Aire tan dulce.[3]
- 1969: Primer Premio de Novela de la Municipalidad de Buenos Aires por En el fondo.[3]
- 1988: Beca Guggenheim.[10]
- 1996: Beca Civitella Rainieri.[11]